# Hemerocallis middendorffii
Espèce
Hemerocallis middendorffii (l’Hémérocalle de Middendorff) est une espèce de plantes à fleurs de la famille des Xanthorrhoeaceae.
C'est une plante herbacée originaire d'Asie.

## Dénomination
L'hémérocalle de Middendorff a été décrite en 1856, pour la première fois, par les botanistes allemands Ernst Rudolf von Trautvetter et Carl Anton von Meyer. 

## Répartition
L'espèce Hemerocallis middendorffii est originaire du Japon, de Chine, de Corée du Sud et de Russie.

## Synonymie
- Hemerocallis dumortieri var. middendorffii